# Джеффрі Дін Морган
Дже́ффрі Дін Мо́рган (англ. Jeffry Dean Morgan; нар. 22 квітня 1966) — американський актор і продюсер кіно та телебачення. Найбільш відомий за ролями Ніґана з «Ходячих мерців», Джона Вінчестера з «Надприродного», Денні з медичної драми «Анатомія Грей» (2006—2009), Комедіанта з супергеройського фільму «Хранителі» (2009), і Айка Еванса з «Чарівного міста».

## Ранні роки життя
Морган народився в Сіетлі, штат Вашингтон, у сім'ї Сенді Томас і Річарда Діна Моргана. Спочатку він навчався в початковій школі ім. Бена Франкліна, згодом у Роуз Хілл, і у «Лейк Вашингтон» — школі для підлітків в місті Кіркленд, штат Вашингтон, де він грав у футбол, а пізніше став капітаном баскетбольної команди. Він продовжував грати в баскетбол і в коледжі, перш ніж покинув спорт через серйозні травми.

## Кар'єра
Починаючи з фільму «Невловимий» (англ. Uncaged, 1991), Морган знявся у понад 30 фільмах. Проте його основним заняттям було телебачення.
Він знімався в телесеріалі «Палаюча зона» (1996—1997); його персонаж, доктор Едвард Маркейс, з'являвся в 10 серіях з 19 у тому сезоні. У 2005—2006 роках Джеффрі Дін з'явився одночасно у трьох телевізійних серіалах: «Надприродне» (Джон Вінчестер), «Анатомія Грей» (Денні Дуквіт), і як Джуда Ботвін в епізодах Showtime.
Він також з'являвся в таких серіалах, як: ER, JAG, Walker, Texas Ranger, Angel, CSI: Crime Scene Investigation, Sliders, The O.C., і Monk.
У 2007 Морган знімався в одному з творінь режисера Анатомії Грей Шонди Раймс. Серіал спершу назвали «Корреспонденти» і його вихід був запланований на літо 2007, проте ABC вибрали для показу інший спін-офф «Приватна Робота», яку теж знімали під керівництвом Шонди Раймс. Як наслідок, «Корреспонденти» вилетіли з прокату.
Ще один фільм, у зйомках якого брав участь Морган називався «Випадковий чоловік», який вийшов у прокат лише через 2 роки після закінчення зйомок.
Також Морган знімався в трилері «Резидент» і драмі «Життя Привида». 
У 2009 Морган став прототипом героя з мультфільму «Хранителі».
Того самого року Джеффрі брав участь в фільмі «Штурмуючи Вудсток» і зіграв Клея в адаптації до Невдах.
Морган з'явився в техаському кримінальному трилері «Техаські поля смерті» в ролі кримінального детектива у 2011 році.
У наступному році Морган знявся в телевізійному драматичному серіалі «Чарівне Місто», який зображує життя Маямі у 1950-х роках. Серії вийшли в прокат 6 квітня і були скасовані після двох сезонів. У тому ж році Морган з'явився в жах-трилері «Одержимий», і військовому фільмі «Червоний світанок».
У січні 2014 року стало відомо, що Морган знявся у головній ролі в фільмі Джонаса Куарона. У листопаді 2014 року було оголошено, що Морган був взятий на роль Джо Ди Маджо в Таємному житті Мерилін Монро, у чотиригодинному мінісеріалі, основаному на книгах Джея Ренді, серіал знімався в Торонто, Онтаріо, з грудня 2014 по лютий 2015.
У 2015 році Морган грав роль глухого Сміта у «Повстання Техасу», який транслювався на американському історичному каналі. Також в 2015 році він став постійним учасником другого сезону науково-фантастичної драми «За межами» авторства CBS.

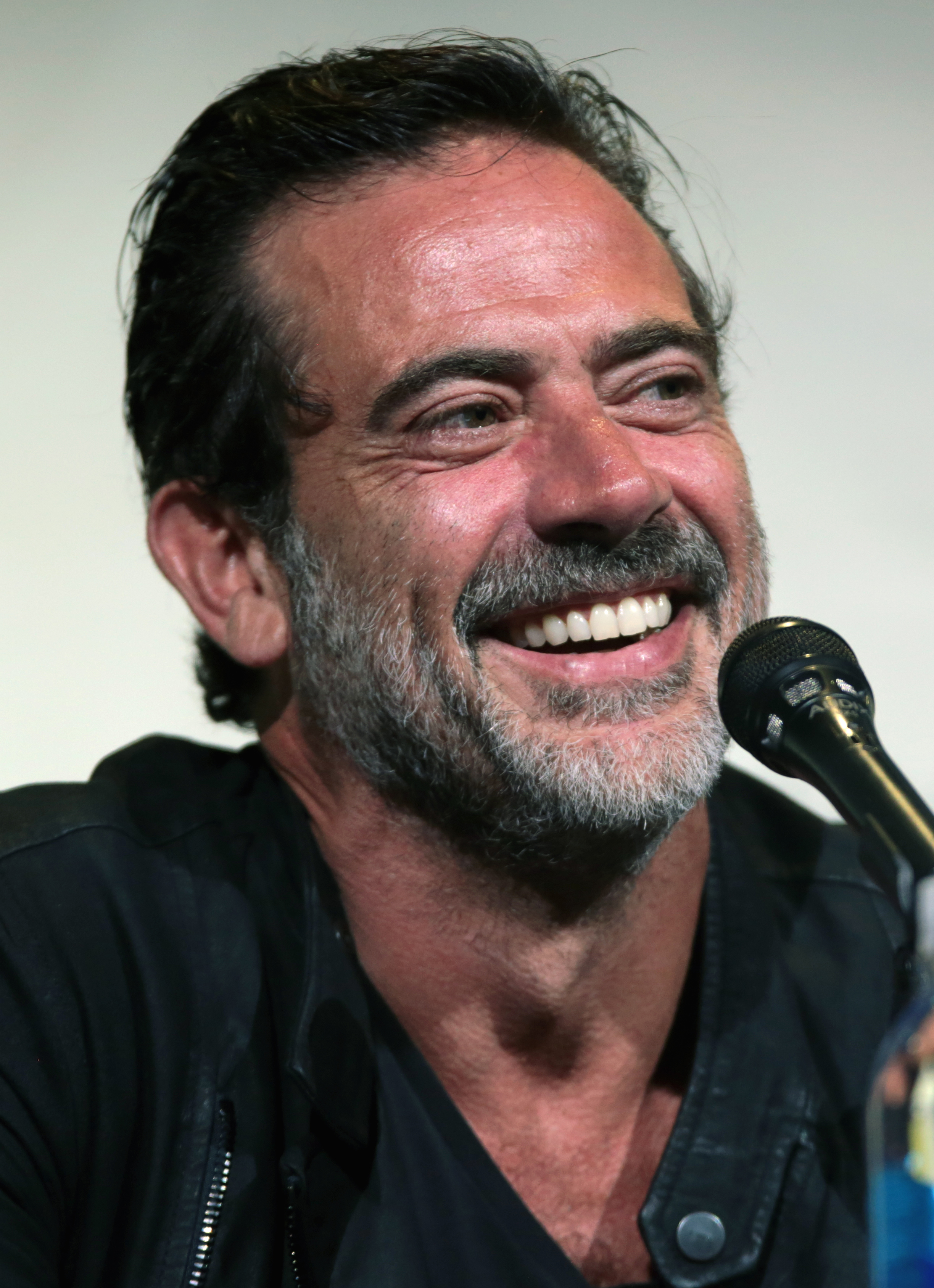
Морган у Сан-Дієго на виставці «Comic-Con», 2016.

Він з'явився в стрічці «На зорі справедливості» (2016), як батько Брюса Вейна, Томас Вейн. Він грав роль позаштатного слідчого Джейсона Крауса в популярному телешоу «Гарна дружина». У листопаді 2015 року було підтверджено, що Морган буде грати Нігана в серіалі «Ходячі мерці» від студії AMC. Вперше він з'являється у фіналі шостого сезону і є головним антагоністом у сьомому сезоні.

## Особисте життя
30 травня 1992 року Морган одружився з актрисою Анею Лонгвел у Лас-Вегасі. У 2007 він були нетривалі стосунки з актрисою Мері-Луїз Паркер; їх заручини були розірвані у квітні 2008 року.
У 2009 році Морган почав стосунки з актрисою Гіларі Бертон. Їхній син Гас народився в березні 2010 року. Друга дитина, дочка Джордж, народилася в березні 2018 року.
У липні 2015 в інтерв'ю з The Philippine Daily Inquirer Морган сказав, що, незважаючи на чутки, він і Бертон ще не були одружені, але вони лише мають намір одружитися, коли у них з'явиться достатньо вільно часу . Пара офіційно одружилася жовтня 2019 року.
Морган і Бертон живуть у містечку Райнбек в окрузі Дачесс, Нью-Йорк на діючій фермі з коровами, курками та альпаками. Починаючи з 2014 року вони були співвласниками (разом із другом Моргана, актором Полом Радом) магазину з солодощами, і кондитерської Райнбека. Вони врятували ці заклади від закриття після смерті попереднього власника.
У 2009 році актриса Шеррі Роуз, щойно дізнавшись, оголосила в журналі Us Weekly, що Морган був батьком її чотирирічного сина. Морган публічно не коментував цю заяву, але в червні 2015 року на шоу Джиммі Кіммела в прямому ефірі його запитали, скільки у нього дітей, і він відповів: «У мене лише одна дитина», маючи на увазі свого сина від Гіларі Бертон.

## Фільмографія

### Фільми
| Рік  | Назва                                          | Роль                                 | Інформація             |
| ---- | ---------------------------------------------- | ------------------------------------ | ---------------------- |
| 1991 | Випущений з клітки                             | Шаркі                                |                        |
| 1995 | Діллінжер і Капоне                             | Джек Бенет                           |                        |
| 1995 | Прикриття                                      | Рамон                                |                        |
| 1997 | Легальна зрада                                 | Тод Хантер                           |                        |
| 1999 | Вбивча поїздка                                 | Бобі                                 |                        |
| 2003 | Що-небудь ще                                   | Деніел                               | короткометражний фільм |
| 2004 | Dead & Breakfast                               | Шериф                                |                        |
| 2004 | Шість                                          | Том Ньюман                           | Переведено до DVD      |
| 2005 | Полювання на привидів                          | Кол Девієс                           | Переведено до DVD      |
| 2007 | Live!                                          | Рік                                  |                        |
| 2007 | Фред Клаус                                     | Чоловік, що брав квиток для паркінгу | Cameo                  |
| 2007 | Каблуі                                         | Бред                                 |                        |
| 2007 | P.S. Я кохаю тебе                              | Вільям Галагер                       |                        |
| 2008 | Випадковий чоловік                             | Патрік Саліван                       | Переведено до DVD      |
| 2008 | Дні гніву                                      | Браян Гордон                         |                        |
| 2009 | Хранителі                                      | Едварт Блейк / Комедіант             |                        |
| 2009 | Штурмуючи Вудсток                              | Ден                                  |                        |
| 2010 | Шанхай                                         | Конор                                |                        |
| 2010 | Невдахи                                        | Клей                                 |                        |
| 2010 | Джона Гекс                                     | Джеб Турнбул                         | в титрах не зазначений |
| 2011 | Мешканець                                      | Макс                                 |                        |
| 2011 | Мир, любов і непорозуміння                     | Джуд                                 |                        |
| 2011 | Поля                                           | Браян Хью                            |                        |
| 2012 | Кур'єр                                         | Кур'єр                               | Переведено до VOD      |
| 2012 | Скринька Прокляття                             | Клайд Бренек                         |                        |
| 2012 | Червоний Світанок                              | Ендрю Таннер                         |                        |
| 2014 | Порятунок                                      | Деларю                               |                        |
| 2014 | Вони прийшли разом                             | Френк                                | Cameo                  |
| 2015 | Розрада                                        | Агент Джо                            |                        |
| 2015 | Грабіж                                         | Люк Вон                              | Переведено до VOD      |
| 2015 | Пустеля                                        | Сем                                  |                        |
| 2015 | Найманці                                       | Брюс                                 |                        |
| 2016 | Бетмен проти Супермена: На зорі справедливості | Томас Уейн                           |                        |
| 2018 | Ремпейдж                                       | агент Рассел                         |                        |
| 2020 | Убивства з листівками                          | Джейкоб Кенон                        |                        |
| 2021 | Нечестивий                                     | Джері Фенн                           |                        |
| 2022 | Падіння                                        | Джеймс                               |                        |
| 2025 | Сусідська варта                                | Ед Дірман                            |                        |

### Телебачення
| Рік          | Назва                      | Роль                     | Опис                                                                     |
| ------------ | -------------------------- | ------------------------ | ------------------------------------------------------------------------ |
| 1995         | Екстрім                    | Джек Хоукінгс            | 2 епізоди                                                                |
| 1995         | Військово-юридична служба  | Weapons Officer          | Епізод: «Тінь»                                                           |
| 1996         | Вир світів                 | Сід                      | Епізод: «Ель Сід»                                                        |
| 1996         | Кліпнувши оком             | Джесі                    | Телевізійний фільм                                                       |
| 1996–1997    | Палаюча зона               | Едварж Меркейс           | 11 епізодів                                                              |
| 2000         | Вокер, техаський рейнджер  | Джей Хорбарт             | Епізод: «Дитя надії»                                                     |
| 2001         | Швидка допомога            | Ларкін                   | Епізод: «Перетин»                                                        |
| 2002         | Практика                   | Деніел Глен              | Епізод: «Тест»                                                           |
| 2002         | Військово-юридична служба  | Воллі                    | 2 епізоди                                                                |
| 2002         | Ангел                      | Сем Раян                 | Епізод: «Провайдер»                                                      |
| 2002         | Жіноча бригада             | Вільям                   | Епізод: «Пробач мені, батьку»                                            |
| 2003         | CSI: Місце злочину         | Агент під прикриттям № 1 | Епізод: «Все за нашу країну»                                             |
| 2003         | Зоряний Шлях: Ентерпрайз   | Ксінді                   | Епізод: «Вулиця Карпентера»                                              |
| 2004         | Обробник                   | Майк                     | 2 епізоди                                                                |
| 2004         | Поклик Тру                 | Джоффрі Пайн             | Епізод: «Дві пари»                                                       |
| 2004         | Монк                       | Стівен Лейт              | Епізод: «Містер Монк захватив Манхеттен»                                 |
| 2005         | Чужа сім'я                 | Джо Зуковські            | Епізод: «Співучасник»                                                    |
| 2005         | Косяки                     | Джуда Ботвін             | 2 епізоди                                                                |
| 2005–2019    | Надприродне                | Джон Вінчестер           | 13 епізодів                                                              |
| 2006         | Джем                       | Дейл                     | Телевізійний фільм                                                       |
| 2006–2009    | Анатомія Грей              | Денні Дуквіт             | 23 епізоди                                                               |
| 2012–2013    | Чарівне місто              | Айк Еванс                | 16 епізодів                                                              |
| 2014         | Безсоромні                 | Чарлі Пітерс             | Епізод: «Лазарус»                                                        |
| 2015         | Таємне життя Мерелін Монро | Джо Ди Маджо             | 2 епізоди                                                                |
| 2015         | Повстання Техасу           | «Діф» Сміт               | 5 епізодів                                                               |
| 2015         | За межами                  | JD Річтер                | 13 епізодів                                                              |
| 2015–2016    | Добра дружина              | Джейсон Крауз            | 19 епізодів                                                              |
| 2016–2022    | Ходячі мерці               | Ніґан                    | 65 епізодів: актор-гість (сезон 6); актор основного складу (сезони 7–10) |
| 2024–наш час | Хлопаки                    | Джо Кесслер              | 6 епізодів (сезони 4-5)                                                  |